# Bíró Ferenc (nyelvész)
Bíró Ferenc (Körösladány, 1945. november 14.) magyar pedagógus, egyetemi tanár, nyelvész. A nyelvtudományok kandidátusa (1996).

## Életpályája
Szülei: Bíró Ferenc és Szabó Julianna. 1965–1969 között az Egri Tanárképző Főiskola magyar–orosz szakos hallgatója volt. 1968–1973 között Mezőberényben általános iskolai tanár volt. 1971–1973 között az ELTE Bölcsészettudományi Kar diákja volt. 1972–1976 között a körösladányi Tüköry Lajos Általános Iskola oktatója volt. 1976–1978 között a Petőfi Sándor Művelődési Ház igazgatója volt. 1978–1979 között az ecsegfalvi általános iskola pedagógusa volt. 1979–1985 között a békéscsabai Kulich Gyula Középiskola Fiúkollégiumának nevelőtanáraként dolgozott. 1985 óta az egri Ho Si Minh Tanárképző Főiskola magyar nyelvészeti tanszékén oktató, 1998 óta főiskolai tanár. 2000 óta a prágai Károly Egyetem vendégtanára.
Kutatási területe a magyar névtan és a dialektológia.

## Magánélete
1970-ben házasságot kötött Győri Eszterrel. Három gyermekük született; Ferenc (1974), valamint Tünde és Barbara (1976).

## Művei
- Körösladány helynevei (1999)
- Nyelvi-tipológiai vizsgálatok Körösladány helynévrendszerében (2002)
- Bíró Ferenc–Kalcsó Gyula: Köröstarcsa helyneveinek tára és rendszere; EKF BTK, Eger, 2004 (Az Eszterházy Károly Főiskola Magyar Nyelvészeti Tanszékének kiadványai)
- Bíró Ferenc–Fekete Péter–Kornyáné Szoboszlay Ágnes: Felsőnyárád nyelvjárása a 20. század végén; EKF Magyar Nyelvészeti Tanszék, Eger, 2011 (Az Eszterházy Károly Főiskola Magyar Nyelvészeti Tanszékének kiadványai)